# Neoseiulus sugonjaevi
Neoseiulus sugonjaevi är en spindeldjursart som först beskrevs av Wainstein och Abbasova 1974.  Neoseiulus sugonjaevi ingår i släktet Neoseiulus och familjen Phytoseiidae. Inga underarter finns listade i Catalogue of Life.